# Kadannappalli
Kadannappalli es una ciudad censal situada en el distrito de Kannur en el estado de Kerala (India). Su población es de 10430 habitantes (2011). Se encuentra a 33 km de Kannur.

## Demografía
Según el censo de 2011 la población de Kadannappalli era de 10430 habitantes, de los cuales 4848 eran hombres y 5582 eran mujeres. Kadannappalli tiene una tasa media de alfabetización del 93,27%, inferior a la media estatal del 94%: la alfabetización masculina es del 16,73%, y la alfabetización femenina del 90,30%.